# Joji Obara
Pour les articles homonymes, voir Obara.
Joji Obara (織原 城二, 1952 -) est un tueur, violeur en série, et homme d'affaires japonais d'origine coréenne. Il a commis deux meurtres et de nombreux viols.

## Personnel
Joji Obara naît en 1952 à Osaka sous le nom de Kim Seong Jong (김성종). Ses parents travaillant avec acharnement, ils deviennent propriétaires d'un pachinko. Grâce à leur richesse, Joji Obara peut intégrer le lycée affilié à l'université Keiō. Son père meurt pendant ses années de lycée. Il hérite alors de sa société, et entre à l'université Keiō. Après l'obtention de son diplôme universitaire, Obara obtient également la nationalité japonaise et change son nom en Obara Joji.
Les recherches de la police après son arrestation conduisent à la découverte de nombreuses cassettes vidéo de films pornographiques. En outre, la police a aussi révélé qu'Obara a violé plus de 400 femmes, dont environ 150 de type caucasien[réf. nécessaire].

## Déroulement des affaires
(novembre 2015).
En 1992, à Zushi dans la préfecture de Kanagawa, Obara viole et tue l'Australienne Carita Ridgway, en lui faisant boire de la drogue noyée dans l'alcool. De 1992 à 2000, Obara attire de nombreuses femmes avec son argent, et les viole[réf. nécessaire].
En 2000 :
- Le 1er juillet, Lucie Blackman 21 ans, une Britannique qui travaille dans un club de Roppongi, disparaît[4].
- Le 4 juillet, Sophie, la grande sœur de Lucie, vient à Tokyo pour rechercher celle-ci. Après 6 jours, Tim, le père de Lucie arrive aussi à Tokyo.
- Le 13 juillet, Tony Blair, alors Premier ministre britannique, en visite au Japon, exhorte le Premier ministre japonais, Junichiro Koizumi, de régler l'affaire, ce qui permet de faire largement connaître l'incident.
- En octobre, Obara est arrêté et soupçonné du meurtre de Carita Ridgeway.

Le 10 janvier 2001, le corps d'un homme est retrouvé dans un entrepôt près de la plage à Miura, préfecture de Kanagawa.
En 2003, Obara est mis en examen par le tribunal régional de Tokyo, soupçonné de meurtre et de viol. Le 24 avril 2007, le tribunal régional de Tokyo le condamne aux travaux forcés à perpétuité pour le meurtre de Ridgeway et six affaires de viol, mais le juge innocent sur le meurtre de Blackman,.
Le 16 décembre 2008, la Haute Cour de Tokyo, à l'issue de deux procès, casse le jugement en instance pour l'affaire Blackman et la renvoie devant le tribunal.

## Documentaires télévisés
- « Le meurtre de Lucie Blackman » dans Ces crimes qui ont choqué le monde sur Numéro 23, RMC Découverte et Investigation.
- « Disparue à Tokyo: l'affaire Lucie Blackman » par Hyoe Yamamoto sur Netflix mis à disposition le 26 Juillet 2023 en France.